# Щербина, Владимир Родионович
Влади́мир Родио́нович Щерби́на (24 июня (7 июля) 1908, Владикавказ — 24 января 1989, Москва) — советский литературовед, специалист в области теории литературы и истории эстетики; литературный критик. Член-корреспондент АПН СССР со 2 февраля 1968 года по Отделению дидактики и частных методик, член-корреспондент АН СССР c 23 декабря 1976 года по Отделению литературы и языка (литературоведение). Заслуженный деятель науки РСФСР (1971).

## Биография
Окончил литературный факультет Краснодарского педагогического института (1929), работал учителем в 5-й краснодарской школе. В 1930 году поступил в аспирантуру Государственной академии искусствознания, по окончании которой защитил кандидатскую диссертацию «Чернышевский как беллетрист». Начал печататься в 1933 году. С 1936 года работал в московских периодических изданиях («Октябрь» — ответственный секретарь в 1936—1937, «Краснофлотец» — заведующий редакцией в 1941—1946, «Известия» — редактор отдела литературы). Член ВКП(б) с 1939 года. Член Союза писателей с 1941 года.
В 1938—1941 годах ответственный секретарь, в 1941—1946 годах главный редактор журнала «Новый мир». Преподавал в ряде педагогических институтов, был первым заведующим кафедрой советской литературы МОПИ им. Н. К. Крупской (с 1947 года), профессор. Заместитель министра кинематографии СССР (1948—1949).
Заместитель директора ИМЛИ им. А. М. Горького АН СССР по научной работе (1953—1988). В 1954 году защитил докторскую диссертацию по творчеству А. Н. Толстого. И. о. директора ИМЛИ (1966—1967, 1974—1975). Активный пропагандист литературы социалистического реализма. Автор исследований о русских писателях XX века (А. М. Горьком, А. С. Новикове-Прибое, М. А. Шолохове и др.)
В 1966—1968 годах — и. о. главного редактора, в 1968—1989 годах  — главный редактор книжной серии «Литературное наследство». Был ответственным редактором и членом редколлегий журнала «Литература в школе», а также изданий: «Русская литература кон. XIX — нач. XX вв.» (тт. 1—3, 1968—1972), «История русской литературы XI—XX вв.: краткий очерк» (1983), «Энциклопедический словарь юного литературоведа» (1987), «Мировое значение русской литературы XIX в.» (1987), «История всемирной литературы. Т. 8» (1994) и др.

## Награды
- орден Октябрьской Революции (17.09.1975)
- орден Отечественной войны II степени (22.02.1943)
- 2 ордена Трудового Красного Знамени (06.03.1950; 31.12.1968)
- орден Дружбы народов (23.06.1988)
- орден «Знак Почёта» (27.03.1954)
- медали
- заслуженный деятель науки РСФСР (1971)

- почётный гражданин города Георгиевска[2].

## Основные работы
Книги

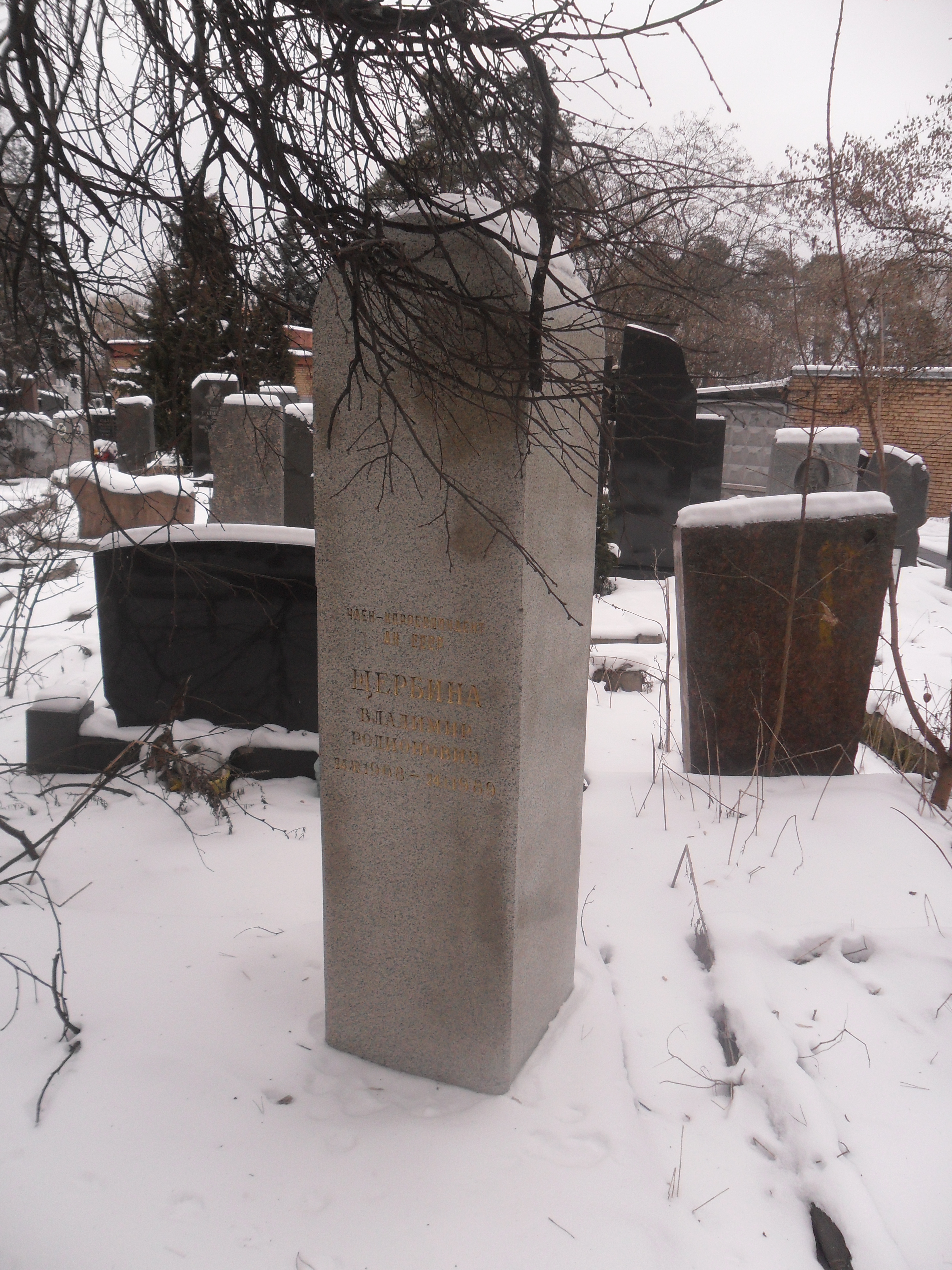
Могила В. Р. Щербины на Кунцевском кладбище

- «А. Н. Толстой: критико-биографический очерк» (1951)
- «А. С. Новиков-Прибой (1877—1944)» (1951)
- «А. Н. Толстой: творческий путь» (1956)
- «Проблемы социалистического реализма» (1957)
- «Эпоха и человек: литературно-критические очерки» (1961)
- «Актуальные проблемы советского литературоведения» (1961)
- «Ленин и вопросы литературы» (1961; 3-е изд. 1985)
- «Наш современник: концепция человека в литературе XX столетия» (1964)
- «М. Горький — концепция мира и искусства» (1968)
- «Пути искусства» (1970)
- «Проблемы литературоведения в свете наследия В. И. Ленина» (1971; 2-е изд. 1986)
- «Писатель в современном мире: литература, идеология, культура» (1973)
- «Голос эпохи» (1974)
- «В. И. Ленин и художественная литература» (1974)
- «Проблемы литературного образования в средней школе: методологические наблюдения и размышления» (1978, 2-е изд. 1982)
- «Революционно-демократическая критика и современность: Белинский, Чернышевский, Добролюбов» (1980)

Статьи
- «Пафос героического (заметки о теме Великой Отечественной войны в литературе)» // «Литература великого подвига: Великая Отечественная война в советской литературе» (1970)
- Октябрь и художественный прогресс // Советская литература и мировой литературный процесс. М., 1975.